# Beginenhoftor

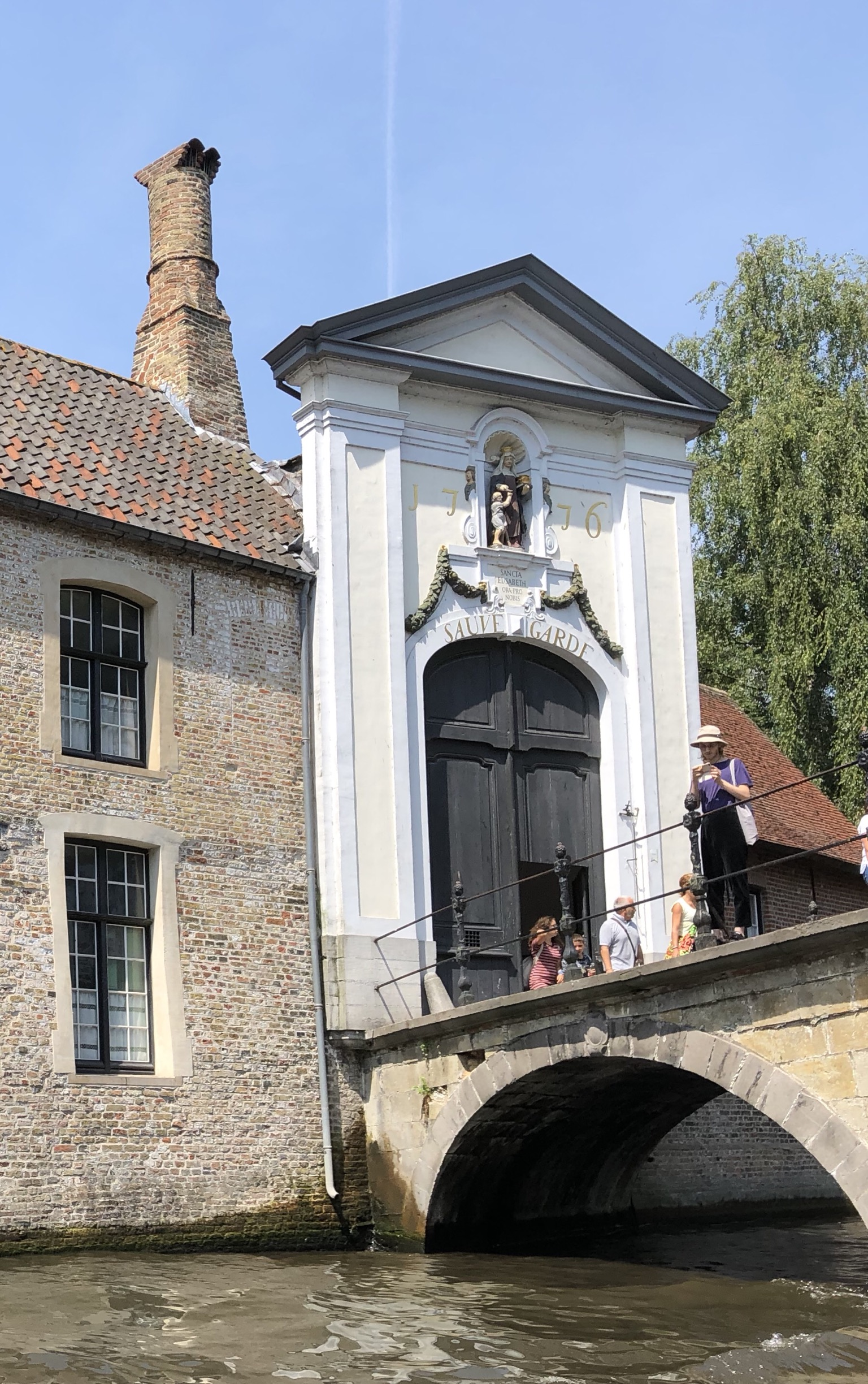
Beginenhoftor, Blick vom Kanal, 2019

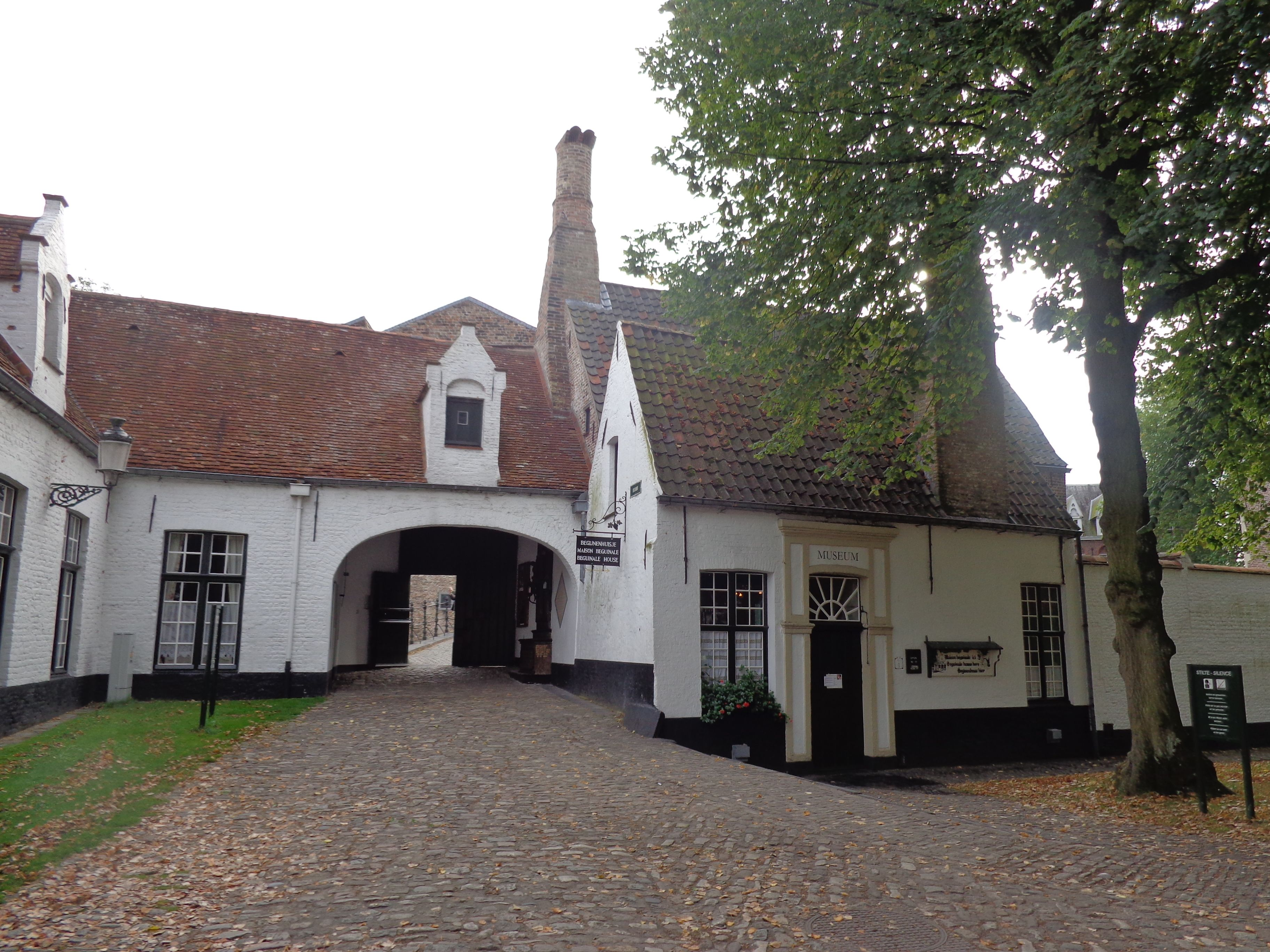
Blick auf die Rückseite von Westen, 2012

Das Beginenhoftor ist ein denkmalgeschütztes Tor in Brügge in Belgien.

## Lage
Es befindet sich am westlichen Ende der Beginenhofbrücke, an der Ostseite des Beginenhofs Brügge unmittelbar am Ufer des Kanals Bakkersrei. Südlich grenzt das Beginenhofmuseum an.

## Architektur und Geschichte
Das Tor ist im Stil des Spätbarock gestaltet und wird von einem auf Pilastern ruhenden Dreiecksgiebel bekrönt. Die bogenförmige Toröffnung wird von einem schmalen Rahmen umfasst, der von einem in Diamantform gestalteten Schlussstein bekrönt wird. links des Schlusssteins befindet sich die Inschrift SAUVE, rechts davon GARDE. Darüber befindet sich eine von einer Muschelform abgeschlossenen Figurennische mit einer Statue der Heiligen Elisabeth von Thüringen. Die Nische wird von Voluten gerahmt, die in männlichen Figuren auslaufen. Links und rechts der Nische ist groß die Jahreszahl 17 76 zu lesen.
Unterhalb der Nische ist eine beidseitig von grünen Girlanden verzierte Inschriftenkartusche angeordnet. Sie trägt die lateinische Inschrift:
SANCTA

ELISABETH

ORA•PRO

NOBIS

(deutsch :Heilige Elisabeth - bete für uns)
Die westliche Fassade ist als schlichte Ziegelfassade ausgeführt. Dort besteht ein deutlich breiter gespannter Bogen, über dem sich ein von einem schmalen Zwerchhaus bekröntes Torhaus befindet.
Das Gebäude wird seit dem 14. September 2009 als architektonisches Erbe geführt und gehört zum Denkmalbereich des Beginenhofs.